# コルトレーン・チェンジズ
コルトレーン・チェンジズ（Coltrane changes）またはコルトレーン・マトリックス（Coltrane Matrix）は、1960年のアルバム『ジャイアント・ステップス』（Giant Steps）においてジャズ・ミュージシャンであるジョン・コルトレーンによって広められた代理和音進行のこと。特に「ジャイアント・ステップス」(3-tonic system）や「カウントダウン」（Countdown）(6-tonic system)マイルス・デイヴィスの「チューン・アップ」（Tune Up)をリハーモナイズして創った曲）などにおいて見られる。
通常の長2度や短2度とは対照的に、長三度下のトーナリティーなどへ向かうⅡーⅤ（もしくはその代理）を使って瞬時に転調する和声的構造である。

## 影響
大学教授、兼サックス奏者であるデイヴィッド・デムゼイ（David Demsey）は、コルトレーンがこうした「チェンジズ」の発展に向かって行くにあたって多くの影響があったことに言及している。コルトレーンを指導したと思われるマイルス・デイヴィスは1950年代後半にカインド・オブ・ブルーにあるようなモーダルに移行しており、それらのスタイルを演奏することにより「チェンジズ」の発見に至ったと示唆している。コルトレーンは独創的な発展を模索しており、自身が持つ和声のアイデアを応用する実験を始めた。彼はまたこの時期、ピアニストであるセロニアス・モンクとの演奏を行った。モンクはコルトレーンの音楽的発展にヒントを与え、これによりコルトレーンは通常とは異なる和声とリズムの革新を推し進め、マイルスやモンクよりも圧倒的に緻密な音楽を開拓し続けた。
コルトレーンはフィラデルフィアにあるGranoff School of Musicにて和声を学び、現代的なテクニックと理論を探求している。彼はまた多くの時間をニコラス・スロニムスキー（1947年）による Thesaurus of Scale and Melodic Patterns を習得することに費やし、さらには練習の材料として機能した。
それはまた、（*印で示された）長3度の循環を組み入れた唯一のジャズ・スタンダードとしてのロジャース&ハートの歌「Have You Met Miss Jones?」のブリッジがコルトレーンの革新を鼓舞し続けたと推測される。
```
  *                       *                     *                     *
| B♭M7       | A♭m7 D♭7 | G♭M7     | Em7   A7 | DM7      | A♭m7  D♭7| G♭M7   |Gm7  C7   |
```

## 長3度循環
標準的な西欧のクロマティック・スケールは12半音階である。5度の循環にしたがってアレンジされたとき、以下のようになる。
「Have You Met Miss Jones?」からマークされたコードの上に見られる、D-G♭-B♭の進行は長3度離れて配置される。5度の循環上に、三角形が浮かび上がる。
三角形を回転させることによって、すべての3度循環が示される。そこにはただ4つの3度循環が現れることを記している。異なった間隔循環が図表の上の異なった多角形として現れることで、このアプローチが統合されえる。

## 「Tune Up」と「Countdown」
```
  ii              V          I                     ii         V          I
| Em7      | A7       | DM7      -          | Dm7      | G7       | CM7      -          |
```

これはマイルス・デイヴィス作曲の「Tune Up」の出だし8小節である。そのコード進行は比較的簡単であり、ジャズでは極めて一般的なii-V-I 進行の簡単な応用である。
```
  ii         *          *          I          ii         *          *          I
| Em7   F7 | B♭M7 Db7 | G♭M7  A7 | DM7      | Dm7  E♭7 | A♭M7  B7 | EM7   G7 | CM7      |
```

コルトレーンはこれを「Countdown」の中で改造し、より複雑になって現れる。ii と I は残っているが、その間に互いの I の真ん中に配された長3度循環から他の二つのコード(*)が配置されている。長3度循環から先行するそれぞれのコードがその V コードである。「Giant Steps」のアルバムにおいて、タイトルチューンとなったGiant Stepsがより知られているが、３曲目に収録されているこの「Countdown」は、実は「Giant Steps」を更に進化させて6-tonicとして、しかもテンポも限界まで上げて、インプロヴィゼーションの難易度の極限をすでにここで実現していると言っても過言ではない。ここで重要なのは、理論的に理解さえすればこのような曲を書くのは容易だが、そのコード進行にあったインプロヴィゼーションをするのには、究極の技術が必要なことであり、コルトレーンはその技術を自ら最初に極めてあらゆるジャズプレイヤーを結果的に鼓舞することとなったことである。
初期のコルトレーンの作品「Lazy Bird」でもすでに、その「A」セクションの中で、二つの色調に長3度を使っている。